# Jamie xx
Джейми Смит (англ. Jamie Smith; выступает под сценическим псевдонимом Jamie xx) — британский диджей, автор ремиксов и музыкальный продюсер, выступающий как сольно, так и в составе инди-поп группы The xx.

## Биография
Музыкальная карьера Джейми началась в 2007 году, когда он вместе с друзьями по школе Elliott School Роми Мэдли Крофт, Оливером Симом и Бария Куреши собрал инди-поп группу The xx. Псевдоним Jamie xx Джейми впервые использовал в 2009 году на записи выпущенной в рамках FACT mix series журнала ''FACT Magazine'', в поддержку дебютного альбома группы The xx, xx. Автором выступил Джейми Смит и на четырёх треках он подписался как Jamie xx — одном авторском и трёх ремиксах. Альбом xx стал платиновым в Великобритании, а сам Джейми продолжил выпускать ремиксы для таких исполнителей как Florence + The Machine, Адель, Джек Пеньяте и Glasser.
В 2010 году Джейми выпустил ремикс на песню «NY Is Killing Me» американского соул-исполнителя Гилберта Скотта-Херона, который появился в эфирах радиостанций Европы и Великобритании. В январе 2011 года был выпущен «I’ll Take Care Of U», который также привлёк внимание критиков и публики. Оба ремикса вошли в альбом We’re New Here, спродюсированный Jamie xx в сотрудничестве со Скоттом-Хероном. Альбом вышел 21 февраля 2011 года на лейбле XL Recordings, однако неделей ранее был доступен на сайте газеты The Guardian в ознакомительном плане. Альбом был положительно воспринят, а Эли Битти из BBC описала его как «в своём роде шедевральный».
В июне 2011 года Джейми выпустил собственный мини-альбом Far Nearer/Beat For, в который вошёл сингл «Far Nearer», названный лучшим в категории «Лучший новый трек» по версии музыкального издания Pitchfork Media.
Смит спродюсировал заглавную песню со второго альбома рэпера Дрейка, Take Care, в которой также приняла участие Рианна. Ремикс Джейми на песню «Bloom» группы Radiohead вошёл в их альбом TKOL RMX 1234567 (вышла в составе сингла TKOL RMX7), выпущенный в сентябре 2011 года.
В 2013 году Джейми сотрудничал с американской певицей Ланой Дель Рей, когда она работала над своим альбомом «Ultraviolence». Смит сделал демозаписи композиций «Black Beauty» и «Old Money», но обе версии не были одобрены. 21 июня «Black Beauty», спродюсированная Смитом утекла в интернет. Также известно, что существует песня с Ланой Дель Рей, предназначенная для второго альбома The xx «Coexist», которая в итоге не вошла в альбом.
В 2015 году выпустил альбом In Colour, который был номинирован на премию «Грэмми» в категории «Лучший танцевальный/электронный альбом» 2015 года.

## Дискография

### Студийные альбомы
| Название                                                                                     | Детали                                                                                       | Пиковые позиции в чартах | Пиковые позиции в чартах | Пиковые позиции в чартах | Пиковые позиции в чартах | Пиковые позиции в чартах | Пиковые позиции в чартах | Пиковые позиции в чартах | Пиковые позиции в чартах | Пиковые позиции в чартах | Пиковые позиции в чартах | Пиковые позиции в чартах |
| Название                                                                                     | Детали                                                                                       | UK                       | UK Indie                 | AUS                      | BEL (FL)                 | FRA                      | GER                      | IRE                      | NL                       | NZ                       | SWE                      | US                       |
| -------------------------------------------------------------------------------------------- | -------------------------------------------------------------------------------------------- | ------------------------ | ------------------------ | ------------------------ | ------------------------ | ------------------------ | ------------------------ | ------------------------ | ------------------------ | ------------------------ | ------------------------ | ------------------------ |
| We're New Here (совместно с Gil Scott-Heron)                                                 | - Дата релиза: 21 февраля 2011 - Лейбл: XL, Young Turks - Форматы: CD, LP, digital download  | 33                       | 4                        | —                        | 44                       | 38                       | —                        | 42                       | —                        | —                        | —                        | —                        |
| In Colour                                                                                    | - Дата релиза: 29 мая 2015 - Лейбл: XL, Young Turks - Форматы: CD, LP, digital download      | 3                        | 1                        | 2                        | 4                        | 26                       | 15                       | 5                        | 4                        | 7                        | 24                       | 21                       |
| In Waves                                                                                     | - Дата релиза: 20 сентября 2024 - Лейбл: XL, Young Turks - Форматы: CD, LP, digital download |                          |                          |                          |                          |                          |                          |                          |                          |                          |                          |                          |
| "—" означает, что запись не попала в чарты или не выпускалась на соответствующей территории. |                                                                                              |                          |                          |                          |                          |                          |                          |                          |                          |                          |                          |                          |

### Синглы
| Название                                                                                     | Год  | Пиковые позиции в чартах | Пиковые позиции в чартах | Пиковые позиции в чартах | Пиковые позиции в чартах | Пиковые позиции в чартах | Альбом                                      |
| Название                                                                                     | Год  | UK                       | UK Indie                 | AUS                      | BEL (FL)                 | FRA                      | Альбом                                      |
| -------------------------------------------------------------------------------------------- | ---- | ------------------------ | ------------------------ | ------------------------ | ------------------------ | ------------------------ | ------------------------------------------- |
| NY Is Killing Me                                                                             | 2010 | —                        | —                        | —                        | —                        | —                        | We're New Here(совместно с Gil-Scott Heron) |
| I'll Take Care of U                                                                          | 2011 | —                        | 40                       | —                        | —                        | —                        | We're New Here(совместно с Gil-Scott Heron) |
| Far Nearer / Beat For                                                                        | 2011 | 128                      | 13                       | —                        | —                        | —                        | Сингл без альбома                           |
| Girl / Sleep Sound                                                                           | 2014 | —                        | —                        | —                        | —                        | —                        | In Colour                                   |
| All Under One Roof Raving                                                                    | 2014 | 123                      | —                        | —                        | —                        | 199                      | Сингл без альбома                           |
| Gosh / Loud Places (при участии Romy)                                                        | 2015 | 62                       | —                        | 103                      | —                        | 55                       | In Colour                                   |
| I Know There's Gonna Be (Good Times) (совместно с Young Thug и Popcaan)                      | 2015 | 115                      | —                        | 90                       | —                        | —                        | In Colour                                   |
| "—" означает, что запись не попала в чарты или не выпускалась на соответствующей территории. |      |                          |                          |                          |                          |                          |                                             |